# Premi Goya 2014
La cerimonia di premiazione della 28ª edizione dei Premi Goya si è svolta il 9 febbraio 2014 al Centro de Convenciones y Congresos Príncipe Felipe di Madrid.
Le candidature sono state rese note il 7 gennaio 2014. A ottenerne il maggior numero (undici) è stato il film La gran familia española.
La vita è facile ad occhi chiusi (Vivir es fácil con los ojos cerrados) di David Trueba ha vinto sei premi, fra cui quelli maggiori per miglior film e miglior regista, mentre il maggior numero di premi, otto, sono stati conquistati da Le streghe son tornate di Álex de la Iglesia.

## Vincitori e candidati
I vincitori sono indicati in grassetto, a seguire gli altri candidati.

### Miglior film
- La vita è facile ad occhi chiusi (Vivir es fácil con los ojos cerrados), regia di David Trueba
- 15 años y un día, regia di Gracia Querejeta
- Caníbal, regia di Manuel Martín Cuenca
- La gran familia española, regia di Daniel Sánchez Arévalo
- La herida, regia di Fernando Franco

### Miglior regista
- David Trueba - La vita è facile ad occhi chiusi (Vivir es fácil con los ojos cerrados)
- Gracia Querejeta - 15 años y un día
- Manuel Martín Cuenca - Caníbal
- Daniel Sánchez Arévalo - La gran familia española

### Miglior attore protagonista
- Javier Cámara - La vita è facile ad occhi chiusi (Vivir es fácil con los ojos cerrados)
- Tito Valverde - 15 años y un día
- Antonio de la Torre - Caníbal
- Eduard Fernández - Todas las mujeres

### Miglior attrice protagonista
- Marian Álvarez - La herida
- Inma Cuesta - 3 bodas de más
- Aura Garrido - Stockholm
- Nora Navas - Tots volem el millor per a ella

### Miglior attore non protagonista
- Roberto Álamo - La gran familia española
- Carlos Bardem - Alacrán enamorado
- Juan Diego Botto - Ismael
- Antonio de la Torre - La gran familia española

### Migliore attrice non protagonista
- Terele Pávez - Le streghe son tornate (Las brujas de Zugarramurdi)
- Susi Sánchez - 10.000 noches en ninguna parte
- Maribel Verdú - 15 años y un día
- Nathalie Poza - Todas las mujeres

### Miglior regista esordiente
- Fernando Franco - La herida
- Neus Ballús - La plaga
- Jorge Dorado - Mindscape
- Rodrigo Sorogoyen - Stockholm

### Miglior attore rivelazione
- Javier Pereira - Stockholm
- Berto Romero - 3 bodas de más
- Hovik Keuchkerian - Alacrán enamorado
- Patrick Criado - La gran familia española

### Migliore attrice rivelazione
- Natalia de Molina - La vita è facile ad occhi chiusi (Vivir es fácil con los ojos cerrados)
- Belén López - 15 años y un día
- Olimpia Melinte - Caníbal
- María Morales - Todas las mujeres

### Miglior sceneggiatura originale
- David Trueba - La vita è facile ad occhi chiusi (Vivir es fácil con los ojos cerrados)
- Pablo Alén e Breixo Corral - 3 bodas de más
- Daniel Sánchez Arévalo - La gran familia española
- Enric Rufas e Fernando Franco - La herida

### Miglior sceneggiatura non originale
- Alejandro Hernández e Mariano Barroso - Todas las mujeres
- Santiago A. Zannou e Carlos Bardem - Alacrán enamorado
- Manuel Martín Cuenca e Alejandro Hernández - Caníbal
- Jorge A. Lara e Francisco Roncal - Zipi y Zape y el club de la caníca

### Miglior produzione
- Carlos Bernases - Le streghe son tornate (Las brujas de Zugarramurdi)
- Marta Sánchez de Miguel - 3 bodas de más
- Josep Amorós - The Last Days (Los últimos días)
- Koldo Zuazua - Zipi y Zape y el club de la caníca

### Miglior fotografia
- Pau Esteve Birba - Caníbal
- Juan Carlos Gómez - 15 años y un día
- Kiko de la Rica - Le streghe son tornate (Las brujas de Zugarramurdi)
- Cristina Trenas, Juan Pinzás e Tote Trenas - New York Shadows

### Miglior montaggio
- Pablo Blanco - Le streghe son tornate (Las brujas de Zugarramurdi)
- Alberto de Toro - 3 bodas de más
- Nacho Ruiz Capillas - La gran familia española
- David Pinillos - La herida

### Miglior colonna sonora
- Pat Metheny - La vita è facile ad occhi chiusi (Vivir es fácil con los ojos cerrados)
- Emilio Aragón - A Night in Old Mexico
- Óscar Navarro - La mula
- Joan Valent - Le streghe son tornate (Las brujas de Zugarramurdi)

### Miglior canzone
- Do You Really Want To Be In Love? di Josh Rouse - La gran familia española
- Rap 15 años y un día di Arón Piper, Pablo Salinas e Cecilia Fernández Blanco - 15 años y un día
- Aquí Sigo di Emilio Aragón e Julieta Venegas - A Night in Old Mexico
- De cerca del mar di Fernando Arduán - Alegrías de Cádiz

### Miglior scenografia
- Arturo García ("Biaffra") e José Luis Arrizabalaga ("Arri") - Le streghe son tornate (Las brujas de Zugarramurdi)
- Llorenç Miquel - Alacrán enamorado
- Isabel Viñuales - Caníbal
- Juan Pedro de Gaspar - Zipi y Zape y el club de la caníca

### Migliori costumi
- Francisco Delgado López - Le streghe son tornate (Las brujas de Zugarramurdi)
- Cristina Rodríguez - 3 bodas de más
- Tatiana Hernández - Gli amanti passeggeri (Los amantes pasajeros)
- Lala Huete - La vita è facile ad occhi chiusi (Vivir es fácil con los ojos cerrados)

### Miglior trucco e/o acconciatura
- María Dolores Gómez Castro, Javier Hernández Valentín, Pedro Rodríguez ("Pedrati") e Francisco J. Rodríguez Frías - Le streghe son tornate (Las brujas de Zugarramurdi)
- Eli Adánez e Sergio Pérez - 3 bodas de más
- Ana López-Puigcerver e Belén López-Puigcerver - Il ricatto (Grand Piano)
- Lola López e Itziar Arrieta - La gran familia española

### Miglior sonoro
- Charly Schmukler e Nicolás de Poulpiquet - Le streghe son tornate (Las brujas de Zugarramurdi)
- Eva Valiño, Nacho Royo-Villanova e Pelayo Gutiérrez - Caníbal
- Carlos Faruolo, Jaime Fernández e Carlos Faruolo - La gran familia española
- Aitor Berenguer Abasolo, Jaime Fernández e Nacho Arenas - La herida

### Migliori effetti speciali
- Juan Ramón Molina e Ferrán Piquer - Le streghe son tornate (Las brujas de Zugarramurdi)
- Juan Ramón Molina e Juan Ventura Pecellín - La gran familia española
- Lluís Rivera Jove e Juanma Nogales - The Last Days (Los últimos días)
- Endre Korda e Félix Bergés - Zipi y Zape y el club de la caníca

### Miglior film d'animazione
- Goool! (Metegol), regia di Juan José Campanella
- Lucius Dumben berebiziko bidaia, regia di Maite Ruiz de Austri
- Hiroku: Defensores de Gaia, regia di Saúl Barreto Ramos e Manuel González Mauricio
- Justin e i cavalieri valorosi (Justin y la espada del valor), regia di Manuel Sicilia Morales

### Miglior documentario
- Las maestras de la República, regia di Pilar Pérez Solano
- Con la pata quebrada, regia di Diego Galán
- Guadalquivir, regia di Joaquín Gutiérrez Acha
- Món Petit, regia di Marcel Barrena

### Miglior film europeo
- Amour, regia di Michael Haneke
- Il sospetto (Jagten), regia di Thomas Vinterberg
- La grande bellezza, regia di Paolo Sorrentino
- La vita di Adele (La Vie d'Adèle - Chapitres 1 & 2), regia di Abdellatif Kechiche

### Miglior film straniero in lingua spagnola
- Azul y no tan rosa, regia di Miguel Ferrari
- The German Doctor (Wakolda), regia di Lucía Puenzo
- Gloria, regia di Sebastián Lelio
- La gabbia dorata (La jaula de oro), regia di Diego Quemada-Díez

### Miglior cortometraggio di finzione
- Abstenerse agencias, regia di Gaizka Urresti
- De noche y de pronto, regia di Arantxa Echevarría Carcedo
- El paraguas de colores, regia di Eduardo Cardoso
- Lucas, regia di Álex Montoya Meliá
- Pipas, regia di Manuela Moreno

### Miglior cortometraggio documentario
- Minerita, regia di Raúl de la Fuente
- El hombre que estaba allí, regia di Luis Felipe Torrente Sánchez-Guisande e Daniel Suberviola Garrigosa
- La alfombra roja, regia di Iosu López Cía e Manuel Fernández Rodríguez
- La gran desilusión, regia di Pedro González Kuhn

### Miglior cortometraggio d'animazione
- Cuerdas, regia di Pedro Solís García
- Blue & Malone, detectives imaginarios, regia di Abraham López Guerrero
- O xigante, regia di Julio Vanzeler e Luis da Matta
- Vía Tango, regia di Adriana Navarro Álvarez

### Premio Goya alla carriera
- Jaime de Armiñán